# Zvuk slunečních hodin
Zvuk slunečních hodin je román české spisovatelky Hany Andronikové publikovaný v roce 2001.
Román  vypráví příběh Tomáše Kepplera, stavaře pracujícího za první republiky pro firmu Baťa, jeho ženy Rachel a syna Daniela. Děj se postupně ze Zlína přesouvá do Indie a pak zpět do Evropy zasažené druhou světovou válkou.
Autorka používá postmoderní vypravěčské postupy, jako je střídání časových rovin a hledisek jednotlivých postav či fabulace založená na skutečných postavách a událostech.
Zvuk slunečních hodin získal Literární cenu Knižního klubu za rok 2001 a v roce 2002 získala autorka cenu Magnesia Litera v kategorii Objev roku. V kritikách se objevily pochvaly pro absenci sentimentu (Dana Malá v Mladé frontě Dnes 20. dubna 2002), „propracovaný obraz dobového kontextu a místních reálií“ (Kateřina Ondřejová v Lidových novinách 27. dubna 2002) či rafinovanou fabulaci (Miroslav Jindra v doslovu knihy).

## Děj
Příběh začíná v USA v Coloradu roku 1989, kam přijíždí český emigrant Dan Keppler s rodinou, seznamuje se s Annou, také Češkou, majitelkou malého hotelu, kde se Dan ubytoval. Přes silvestrovskou noc si vypráví své dramatické osudy.
Danovi rodiče jsou Tomáš a židovka Ráchel. Tomáš pracuje jako architekt u obuvnické firmy Baťa. Díky Baťově expanzi se Tom i s rodinou dostává do Indie třicátých let, kde Tom projektuje novou obuvnickou továrnu. Ráchel v Indii odmítá být ženou v domácnosti, proto pomáhá těm nejchudším lidem, žijícím v indických slumech. Krátce před započetím 2. světové války přijde Ráchel dopis, ve kterém se dozvídá o velmi vážném zdravotním stavu svých rodičů, i když se Tomáš odmítá vrátit do Zlína, protože se obává, že už se do Indie nebudou moci vrátit, Ráchel ho přesvědčí a vrací se. Ráchel se shledá se svými rodiči, ale útěk už nestihnou a Ráchel končí v rukou německých úřadů. Ráchel je deportována do terezínského ghetta, kde se seznámí s Annou a krátce pracuje jako ošetřovatelka, později jsou i s Annou převezeny do koncentračního tábora v Osvětimi, kde začínají pravé útrapy nacistické zvůle. Nakonec končí v pracovním táboře v Hamburku, kde pracují v totálním nasazení a odklízejí trosky zpustošených měst. Tomáš zůstává s Danem ve Zlíně, německé úřady se ale začínají zajímat o Dana, jako o polovičního žida. Tomáš mu tedy vystaví u známého lékaře falešný úmrtní list a Dan přežívá v tajné místnosti ve sklepě. Válka pomalu končí a koncentrační tábory jsou osvobozovány, Ráchel s Annou přežije, ale Anna je těžce nemocná a Ráchel s ní chce zůstat do poslední chvíle, Anna nakonec přežije, emigruje do Kanady, kde založí malý hotel. Ráchel však umírá a s Tomem a s Danem se už nesetká. Toma její smrt těžce poznamená a komunistický režim ho znechutí. Dan dostuduje a ožení se, nakonec emigruje do Kanady, kde se shledá s matčinou nejlepší přítelkyní Annou.
Nakladatelství Odeon vydalo v roce 2008 druhé, pozměněné, vydání románu..

## Vydání
1. Praha : Knižní klub, 2001. ISBN 80-242-0689-7
2. pozměněné vydání, Praha : Odeon 2008, ISBN 978-80-207-1261-5